# Гірські населені пункти в Україні
Гірські населені пункти — міста, селища міського типу, селища, села, розташовані в гірській місцевості. Характеризуються:
- обмеженими транспортною доступністю та сферою застосування праці;
- недостатньо розвиненою системою соціально-побутового обслуговування.

## Становище в Україні
На території України гірські населені пункти знаходяться у західній її частині та в Криму. Їх правовий статус регулюється Законом України «Про статус гірських населених пунктів в Україні». До критеріїв для виділення таких населених пунктів віднесено:
- розташування населеного пункту або його частини, де живе більше половини мешканців, на висоті 400 і більше метрів над рівнем моря на території з дуже розчленованим рельєфом та розміщення 60 % і більше сільськогосподарських угідь у межах цього пункту на схилах крутизною 15° і більше;
- якщо на одного мешканця припадає менше 0,15 га ріллі;
- суворі клімат, умови (холодна і довга зима із серед, тривалістю не менше 115 днів і середньодобовою температурою у січні не вище −4 °C;
- прохолодне коротке літо із середньою тривалістю не більше двох місяців і середньодобовою температурою у липні не вище +20 °C;
- велика кількість опадів — не менше 600 мм за рік — у рідкому і твердому стані;
- трапляються селеві явища, повені.

Населені пункти, які відповідають цим критеріям, набувають статусу гірських. Їх перелік затверджується Кабінетом Міністрів України. Законом встановлено державні гарантії розвитку гірських населених пунктів та пільги для громадян, які мешкають чи працюють на їхній території.